# بريسو
بريسو هي مدينة تقع في لومبارديا في مقاطعة ميلانو في إيطاليا وبلغ عدد سكانها 27052 حسب إحصائيات عام 2004م.وتبعد 8كم شمالي ميلان.

## السكان
في سنة 1861 بلغ عدد السكان 1٬496 نسمة، وتطور العدد ليصل في سنة 2011 لـ 25٬712 نسمة.
يظهر هذا المخطط البياني تطور النمو السكاني لـ بريسو

## أعلام
- نيلو باجاني